# Кукіль звичайний
Кукі́ль звича́йний (Agrostemma githago L.) — отруйна однорічна трав'яниста рослина родини гвоздикових із темно-рожевими, зрідка білими квітками й отруйним насінням. Росте як бур'ян серед хлібних злаків.

## Назва
Українське «кукіль» походить, очевидно, від прасл. *kǫkolь, що являє собою варіант *kolkolъ («дзвін», «дзвоники») і не пов'язане зі словом кукіль (чернечий головний убір), яке має грецьке походження.
Місцеві назви: кукіль збіжевий, кокіль, копколь, куколь, кукуль, нелин.

## Опис
Стебло прямостояче, просте або розгалужене, до 90 см заввишки. Листки супротивні, цілісні, цілокраї, лінійні. Квітки великі правильні, двостатеві, темно-рожеві, рідко білі. Цвіте у червні — липні. Плід — коробочка.
Трава містить амінокислоти, кумарини, флавоноїди, сапоніни.
Галенові препарати куколю звичайного мають антимікробну, протистоцидну, снодійну і спазмолітичну дію. Використовують при бронхітах, шлункових коліках.

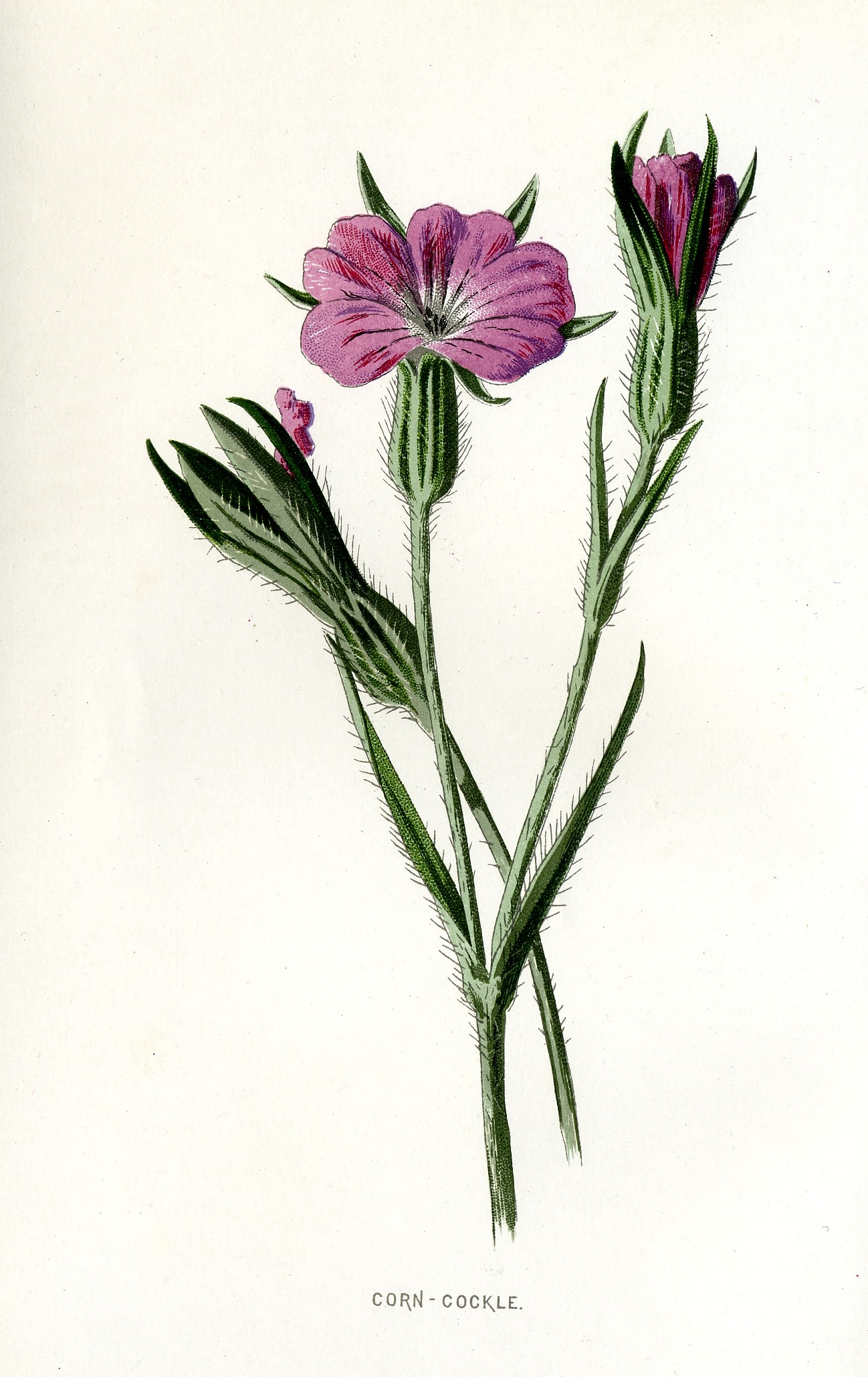

Всі частки рослини можуть бути отруйними. Симптоми отруєння: загальне збудження, судоми, порушення функції серцево-судинної системи, гемоліз еритроцитів.
При отруєнні застосовують промивання шлунка великою кількістю води з додаванням активованого вугілля, сечогінні засоби та засоби, що нормалізують функцію серцево-судинної системи, гепатопротектори.